# فرودگاه ایرما
فرودگاه ایرما (به انگلیسی: Irma Airport) یک فرودگاه خصوصی است . این فرودگاه در کشور کانادا قرار دارد و در ارتفاع ۶۸۰ متری از سطح دریا واقع شده‌است.